# ルイ＝マリ・スタニスラス・フレロン

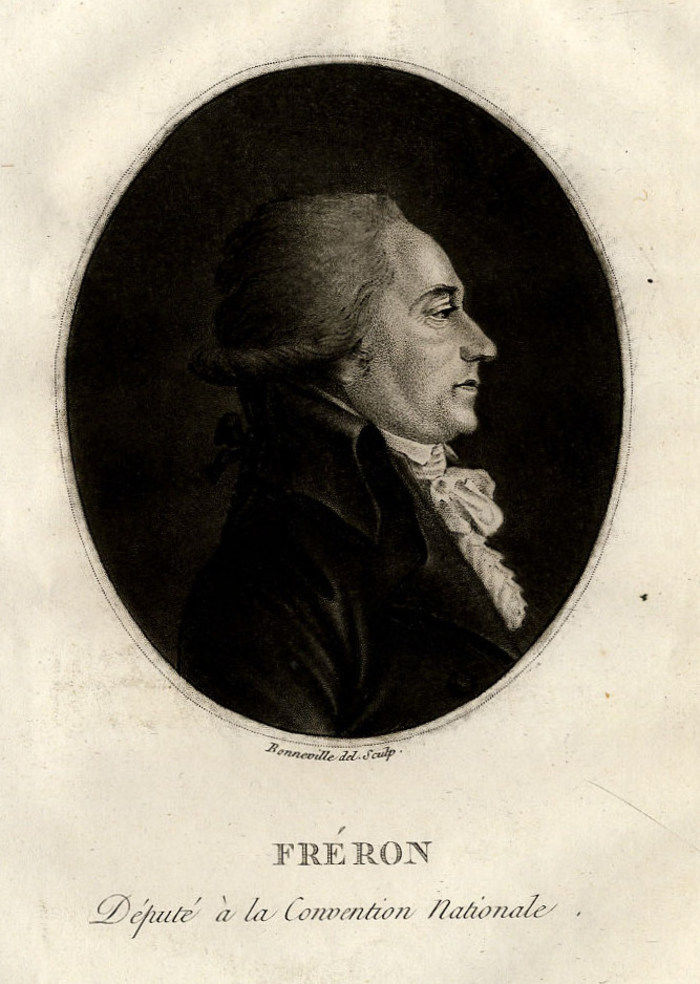
フレロン

ルイ＝マリ・スタニスラス・フレロン（Louis-Marie Stanislas Fréron、1754年8月17日 ‐ 1802年7月15日）は、フランス革命期におけるフランスの政治家。
ジャコバン派内の一派・ダントン派として活躍したが、テルミドール9日のクーデターでジャコバン派が壊滅すると、反ジャコバンに転じ、テルミドール派となった。

## 生涯

### 革命の勃発まで
批評家として有名であったエリ＝カトリーヌ・フレロンの息子としてパリに生まれる。裕福な家庭に生まれた彼は、ルイ大王学院に進学し、後のジャコバン派の指導者マクシミリアン・ロベスピエールやカミーユ・デムーランと同窓であった。 父親のエリ＝カトリーヌが没すると、アヴェ・ロアユ、ジュリアン・ルイ・ジョフロワ（en:Julien Louis Geoffroy）と共に『L'Année littéraire』の編集に携わるようになる。これは、1795年まで続いた。
フランス革命が勃発すると、フレロンは7月14日のバスティーユ襲撃で活躍した。その後、臨時にジャン＝ポール・マラーの協力を得て『L'Orateur du Peuple』という新聞を発行し、パリ・コミューンに参加した。 特にデムーランとは関係が良く、コルドリエクラブ・ダントン派の一員として重きを置き、1792年の8月10日事件でも活躍する。

### 反乱の鎮圧と反ジャコバンへの転身
9月になると、フレロンはセーヌ行政区選出から選出されて国民公会の議員となり、ルイ16世の処刑に賛成票を投じる。1793年から1794年の間、ポール・バラスと共に派遣議員としてプロヴァンス、マルセイユ、そしてトゥーロンへと派遣される。彼らは、トゥーロンの反乱の様な出来事の後、議会の権威を盾にこれら反革命分子による反乱を徹底的に鎮圧した。
しかし、この反乱の鎮圧で過度にやりすぎてしまったことから、逆に当時の最高権力者・ロベスピエールの反感を買ってしまうことになる。
ロベスピエールからの糾弾を恐れた彼は、バラスと共にフーシェの反ロベスピエールの陰謀に加担し、テルミドール9日のクーデターに参加する。クーデタ後にジャコバン派が一掃されると、クーデタ以前は彼自身ジャコバン派の議員だったにもかかわらず、『L'Orateur du Peuple』は今やアンチ・ジャコバン派の代弁者となった。 
さらに、革命裁判所の検事であったフーキエ・タンヴィルや、カリエら生き残ったジャコバン派たちの告発にも関っている。

### ポーリーヌとの恋
1796年、マルセイユとの講和のために総裁政府から派遣され『Mémoire historique sur la réaction royale et sur les malheurs du midi』（王党派の反動と南部の不運に関する歴史的論文）を発表した。
その後彼は五百人会の議員に選ばれたが、議員席に座ることは許されなかった。この時期、ナポレオン・ボナパルトの妹、ポーリーヌ・ボナパルトと恋に落ちるが、彼女の兄ナポレオンや母レティツィアは名うてのプレイボーイだったフレロンとの恋に反対する。彼ら家族はポーリーヌを見張り、またナポレオンはポーリーヌの気持ちを冷まさせるため、彼が個人的に使っていたセルボローニ宮殿に彼女のための部屋を用意させて呼び寄せた。そのためか、まもなくこの恋は自然消滅したようである。

### その後
ハイチ革命が最終段階を迎えていた1801年に植民地弁務官としてサン＝ドマング（現在のハイチ）に派遣された。なお、サン＝ドマングにはかつての恋人・ポーリーヌと結婚したシャルル・ルクレールも派遣されていた。フレロンは翌1802年に黄熱によってこの地で死亡した。